# Zrinska gora

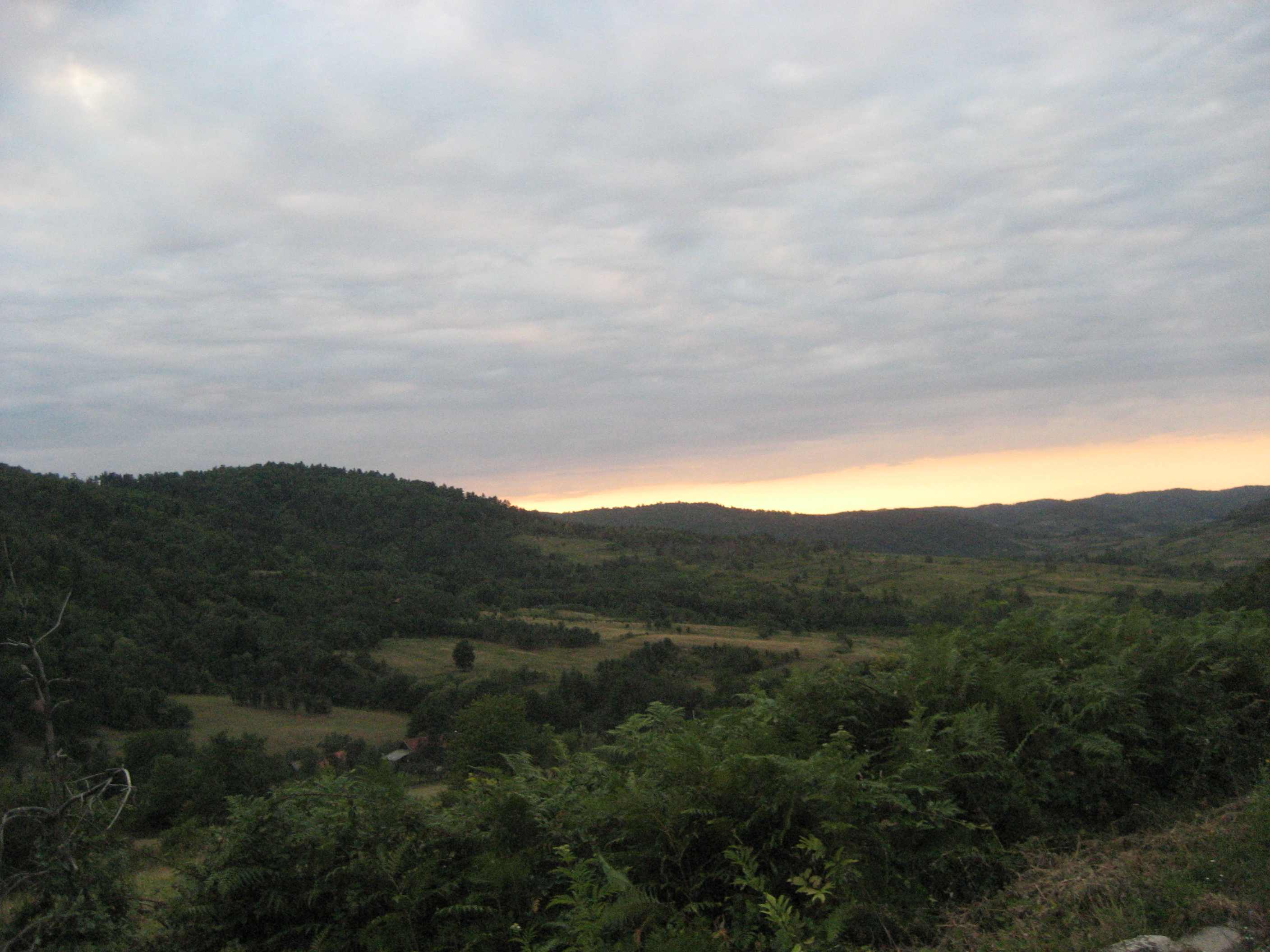
Die Zrinska Gora im Abendlicht

Zrinska gora (kroat. für „Berge von Zrin“) ist ein Gebirge in der kroatischen Gespanschaft Sisak-Moslavina. Es erstreckt sich zwischen den Orten Hrvatska Kostajnica und Brezovo Polje nahe der Grenze zu Bosnien und Herzegowina.

## Etymologie
Namensgebend ist das Adelsgeschlecht der Zrinski (deutsch von Zrin). Oberhalb der Ortschaft Zrin befindet sich die Ruine der Burg Zrin.

## Geographie
Der höchste Berg des Gebirges ist die 615 m hohe Priseka, an deren Nordhang die Sunja, ein rechter Nebenfluss der Save, entspringt. Das Gebirge ist größtenteils dicht bewaldet, nur um Lovača und Ljeskovac gibt es nennenswerte Rodungsflächen. Nur die Straße von Jabukovac nach Dvor durchquert das Gebirge über einen 467 m hohen Pass, während es die Nationalstraßen 6, 47 und 30 umgehen.

## Geschichte
Während des Zweiten Weltkriegs befanden sind in der Zrinska gora Stützpunkte der Volksbefreiungsarmee. Truppen der Wehrmacht und der Kroatischen Heimwehr durchkämmten das Gebirge intensiv vom 8. bis zum 20. August 1942, spürten dabei aber nur wenige Partisanen auf.